# Spid
Spid este un film românesc din 2016 regizat de Bogdan Mureșanu. Rolurile principale au fost interpretate de actorii Emilian Marnea, Sabrina Iașchevici.

## Distribuție
Distribuția filmului este alcătuită din:
- Andreea Vasile — Nicoleta
- Virgil Aioanei — Florin
- Sabrina Iașchevici — Ioana
- Emilian Marnea — Edi